# Тулон-3 (кантон)
Тулон-3 (фр. Toulon-3) — кантон на юго-востоке Франции, в регионе Прованс — Альпы — Лазурный Берег (департамент — Вар, округ — Тулон). Впервые кантон образован в 1901 году в качестве административного центра для части города Тулон. С 22 марта 2015 года в состав кантона входит не только часть Тулона, но и две коммуны.

## Состав кантона
По данным INSEE, в 2012 году площадь кантона — ? км², включает в себя 2 коммуны и часть Тулона, население — 51 530 человек, плотность населения — ? чел/км².
| Коммуна         | Французское название | Площадь, км²                | Население, чел. (2012)          |
| --------------- | -------------------- | --------------------------- | ------------------------------- |
| Ла-Валет-дю-Вар | La Valette-du-Var    | 15,5                        | 21 155                          |
| Ле-Ревест-лез-О | Le Revest-les-Eaux   | 24,07                       | 3 616                           |
| Тулон           | Toulon               | Кантон: — ? (всего — 42,84) | Кантон: 26 759 (всего: 164 899) |